# シェルドン・レナード
シェルドン・レナード（Sheldon Leonard、1907年2月22日 - 1997年1月11日）は、アメリカ合衆国の映画界、テレビ界での草分け的存在のテレビプロデューサー、監督、脚本家、俳優。

## 経歴
ニューヨーク市の中流階級のユダヤ人家庭で父フランク・ベールシャジ、母アンナ・リーヴァイの息子として生まれる。1929年、シラキュース大学卒業。性格俳優として『素晴らしき哉、人生!』(1946年)、『脱出』(1944年)、『野郎どもと女たち』(1955年)、『Open Secret 』(1948年)などの悪役を中心に脇役を演じることが多かった。口の片側を使って話す、激しいニューヨーク・アクセントが特徴。カルト映画『Decoy 』では悪役のキャラクターでハードボイルドな刑事巡査ジョー・ポルトガルを演じた。1950年代、ワーナー・ブラザースのロバート・マッキンソン監督の2本のアニメで怠惰なデブ猫のドッズワース役で声の出演を果たす。
1940年代後半から50年代初頭、ラジオ番組『The Jack Benny Program 』で風変わりな競馬の予想屋を演じた。駅、街角、デパートでベニーに「おい、ちょっと来いよ」と不意に声をかけ、何をしていたか尋ね、無意味な会話をしたり見当違いの競馬理論について語ったりする。競馬の予想屋なのに、ジャックが要求するまで競馬の情報を話さなかった。「馬のことなんか誰が知るか」が口癖だった。他にラジオ番組『底抜けコンビ』にも脇役として出演したことがある。またラジオ番組『The Adventures of the Saint 』にもしばしば出演し、悪役を演じていたが、映画版では善人役を演じた。
しかし現在彼の名が知られるのは大ヒット連続テレビドラマのプロデューサーとしてであり、『ダニー・トーマス・ショー』(1953〜64年)、『メイベリー110番』(1960〜68年)、『The Dick Van Dyke Show 』(1961〜66年)、『I Spy 』(1965〜68年)などを手掛けた。1964年から1966年までCBSで、1967年から1969年までABCで土曜(後に日曜に変更)朝に放送されていたポスト社の提供するシリーズの『Linus the Lionhearted 』のテレビコマーシャルで1963年から1964年の間声の出演をしていた。1975年から1976年の1シーズンのみ、自身の番組『Big Eddie 』で大きなスポーツ施設のオーナー役で主演していた。
1960年の『ダニー・トーマス・ショー』のエピソードで後に放送される『メイベリー110番』のアンディ・テイラーが紹介された。非公式であるがパイロット版として、新番組の主人公であることを前提に新しい登場人物として出演させた。
また、ミッキー・スピレインと共にミラー・ライトの初代広告塔であった。特徴ある話し方で「ミラー・ライトには最初は気乗りしなかったんだ。でも友達のラージ・ルイスに説得されたんだ。」と語った。俳優活動終盤の1つは連続テレビドラマ『チアーズ』のゲスト出演で、ノーム・ピーターソンのお気に入りレストラン『ハングリー・ヘファー』の店主を演じた。
89歳で老衰で亡くなり、カリフォルニア州カルバーシティのヒルサイド記念公園墓地に埋葬されている。
1966年、ビル・コスビーはコメディ・アルバム『Wonderfulness 』の『Niagara Falls 』でナイアガラの滝に新婚旅行に行った設定でレナードの物まねを披露している。
シットコム『ビッグバン★セオリー/ギークなボクらの恋愛法則』の脚本家がレナードのファンのため、登場人物にレナード・ホフスタッターとシェルドン・クーパーと名付けた。

## 主な作品

### プロデューサー
- メイベリー110番 The Andy Griffith Show
- ダニー・トーマス・ショー The Danny Thomas Show
- The Dick Van Dyke Show
- I Spy
- My World and Welcome to It
- マイペース二等兵 Gomer Pyle, USMC (第5シーズン『A Star Is Not Born 』にハリウッドの海軍の映画を撮る監督役で出演もしている)
- From a Bird's Eye View
- Shirley's World

### 監督
- メイベリー110番
- ダニー・トーマス・ショー
- The Dick Van Dyke Show
- My Favorite Martian
- I Spy

### 俳優
- 第三の影 Another Thin Man (1939)
- Tall, Dark and Handsome (1941)
- 暗黒街の顔役 Lucky Jordan (1942)
- 凸凹スキー騒動 Hit the Ice (1943)
- Passport to Suez (1943)
- Uncertain Glory (1944)
- 脱出 To Have and Have Not (1944)
- Bowery Bombshell (1946)
- Decoy (1946)
- 素晴らしき哉、人生! It's a Wonderful Life (1946)
- ギャングスター The Gangster (1947)
- 船乗りシンバッドの冒険 Sinbad the Sailor (1947)
- Jinx Money (1948)
- Two Knights from Brooklyn  (1949)
- 凸凹透明人間 Abbott and Costello Meet the Invisible Man (1951)
- Behave Yourself! (1951)
- 底抜けふんだりけったり Money From Home (1953)
- 野郎どもと女たちGuys and Dolls (1955)
- ポケット一杯の幸福 Pocketful of Miracles (1961)
- Stop, You're Killing Me (1952)
- ブリンクス The Brink's Job (1978)
- ジェシカおばさんの事件簿 Murder, She Wrote (1990) エピソード『The Big Show of 1965 』

## 著書
- 自伝: 『And The Show Goes On: Broadway and Hollywood Adventures 』. ライムライト出版(1995年)、ISBN 0-87910-184-9